# لتاسة
لَتَّاسَة (الاسم العلمي: Latastia)، جنس سحالي من فصيلة السحالي الحقيقية. تنتشر أنواعه في أفريقيا (مصر وإثيوبيا وجيبوتي وإريتريا وغينيا بيساو والكاميرون وكينيا وملاوي ومالي وموزمبيق والنيجر وزامبيا والسنغال وزيمبابوي والصومال والسودان وجنوب السودان وتنزانيا) وهُناك نويع واحد (Latastia longicaudata andersonii) يعيش في اليمن. وتُعرف باسم سحالي طويلة الذيل.

## أصل التسمية
قام جاك فون بدريغا بتسمية هذا الجنس تكريمًا لعالم الأعشاب الفرنسي فرناند لاتاستي.